# گامباشوی
گامباشوی (به لاتین: Gambaxoi) یک منطقهٔ مسکونی در جمهوری خلق چین است که در منطقه خودمختار تبت واقع شده‌است. گامباشوی
- نفر جمعیت دارد.